# Ativo circulante
Ativo circulante, em contabilidade, é uma referência aos bens e direitos que podem ser convertidos em dinheiro em curto prazo.
Os ativos que podem ser considerados como circulantes incluem: dinheiro em caixa, conta movimento em banco, aplicações financeiras, contas a receber, estoques, despesas antecipadas, numerário em caixa, depósito bancário, mercadorias, matérias-primas e títulos.
De acordo com a Lei 6.404/76 (modificada pela Lei 11.941/2009), o Ativo no Balanço Patrimonial se constituirá dos seguintes grupos:
Ativo Circulante e ativo não-circulante.
O ativo circulante é aquele que irá se realizar até o final do exercício social seguinte ao do balanço que está sendo elaborado e é equivalente ao "capital em giro". O Capital de giro ou Capital Circulante Líquido é a diferença entre o Ativo Circulante e o passivo circulante, conforme estava estabelecido na terminologia da DOAR (Demonstração das origens e aplicações de recursos) na Lei 6.404/76 até 2007. A partir de 01.01.2008, a DOAR foi extinta, por força da Lei 11.638/2007, que modificou a Lei 6.404/76.
Em resumo, o ativo circulante é o termo usado na contabilidade, para mostrar os valores e os direitos que a entidade possui no curto prazo, sendo assim detalhados no Balanço Patrimonial:
- Estoques
  - Exemplos: matéria-prima, produtos em elaboração, produtos acabados e mercadorias para revenda.
- Dívidas de terceiros de curto prazo
  - Exemplos: dívidas de clientes, títulos a receber de clientes,  dívidas de cobrança duvidosa de clientes, dívidas do estado e outros  entes públicos.
- Depósitos bancários e caixa
  - Exemplos: depósitos bancários, dinheiro em caixa.
- Acréscimos e diferimentos
  - Exemplos: acréscimos de proveitos, custos diferidos.

## Como o ativo circulante difere do ativo não circulante
O ativo circulante difere do ativo não circulante principalmente através do prazo estimado de conversão do bem que a empresa possui em valores monetários.
Um bom exemplo para diferenciar ambas as categorias é o valor em estoque que a empresa possui, onde não é necessário um longo prazo para converter em valores monetários através das vendas, e um bem imobilizado que a empresa possui, como sua sede. Este, por sua vez, tende a demorar um período de tempo muito maior para ser comercializado ao seu valor estimado.